# Улица Блохина (Ишимбай)
У́лица Блохина́ — одна из первых улиц города Ишимбая, пересекающая город в юго-восточном направлении. Названа в память о геологе, открывшем нефть в Башкирии — Алексее Александровиче Блохине. Улица Блохина примыкает к скверу им. А. А. Блохина, где был установлен памятник на могиле Алексея Александровича Блохина.
Протяженность улицы имени Блохина — 3,9 тыс. метров (1990).

## Описание
С одной стороны ул. Блохина переходит в улицу Первооткрывателей Башкирской Нефти. С другой стороны улица Блохина упирается в Объездную дорогу Ишимбая. На пересечении с улицей Бульварной связана с центральным въездом в город Ишимбай. Такое расположение трёх выездов из города даёт улице Блохина важное значение коридора для большегрузного транспорта.
В советское время по ул. Блохина находился сквер им. Гафури, оранжерея при агрохимлаборатории.

## История
Прежнее название — улица Молотова (др. источники — Механическая). На ней в 1932 году, еще до открытия месторождения и появления рабочего поселка, была расположена первая Гострудсберкасса.
Улица была вымощена булыжной мостовой. До 1962 года по улице Блохина (от ЦЭС до «пожарки») жители ходили по деревянному тротуару. Он был сооружен по правой стороне улицы. По этому тротуару люди шли на работу в «пожарку», на лесозавод (территория МУП ИДЕЗ) и в типографию, на ЦЭС. Каждый час давался гудок, чтобы рабочие по нему ориентировались во времени и не опаздывали на работу..
В 1933 году на этой улице разместилась начальная школа № 1 (в бараке), тогда в ней училось 30 человек. В годы Великой Отечественной войны в стенах школы разворачивается военный госпиталь.
Первые бараки на ул. Молотова — № 43, 45. Это было самое лучшее жилье в то время и его давали только передовикам производства.
На территории современного дома № 42 находился универмаг (в народе называли «Большой магазин») — одноэтажное деревянное здание.
В 1937 году построена электростанция, значительно расширенная в годы войны. Долгое время она снабжала города Ишимбай, Стерлитамак, Салават электроэнергией.
Напротив Дома техники (угол улицы Блохина и Геологической) находилось здание горкома КПСС. В соседнем здании с красивым закругленным фасадом располагалась центральная сберкасса, где после денежной реформы ишимбайцы обменивали рубли. Тут же находилось здание горсовета, а позже — городской комитет ВЛКСМ.

## Предприятия
- Ишимбайское автотранспортное предприятие — филиал ГУП «Башавтотранс»
- Ишимбайский цех бурения и освоения скважин Уфимского управления буровых работ — филиал ООО «Башнефть-Бурение»[2]
- ООО «Зирган»[3] и ООО «Зирган-нефть»
- ООО «Уралпожтехника»
- ООО «Нефтегазсервис»
- станция агрохимической службы Ишимбайская, д. 42.
- Ишимбайское вино-водочное предприятие СВК «Сталк»

## Транспорт
Городские автобусные маршруты № 1, 3, 3а, 5, 8, 9.